# Heliomeris
Heliomeris là một chi thực vật có hoa trong họ Cúc (Asteraceae).

## Loài
Chi Heliomeris gồm các loài: